# 日本語教育能力検定試験
日本語教育能力検定試験（にほんごきょういくのうりょくけんていしけん、Japanese Language Teaching Competency Test、略称日語教能検・JEES・JLTCT）とは、公益財団法人日本国際教育支援協会が主催し公益社団法人日本語教育学会が認定している日本語教育を行う専門家として基礎的水準に達しているかを検定する試験である。

## 概要
- 本試験の目的は「日本語教員となるために学習している者、日本語教員として教育に携わっている者を対象として、日本語教育の実践につながる体系的な知識が基礎的な水準に達しているかどうか、状況に応じてそれらの知識を関連づけ多様な現場に対応する能力が基礎的な水準に達しているかどうかを検定すること」[1]である。
- 国家試験や公的試験ではない。しかし，「日本語教育施設の運営に関する基準について」の文書内において「日本語教育機関の教員は次の各号の一に該当するものとする」という記載があり，第三項目目に「日本語教育能力検定試験に合格した者」と記載されている[2]。
- 1986年から始まる。2010年度試験の開催地は、日本国内7地域。毎年、年に1度（10月第3もしくは第4日曜日）実施されている。
- 2011年は、応募者数7,034人、受験者数5,732人、合格者数1,527人であった[3][4][5]。合格率は26.6%。
- 試験は試験Ⅰ・試験Ⅱ・試験Ⅲの三部構成。

## 試験内容

### 試験の概要
試験は一日で行われる。試験Ⅰが午前中に、昼休みをはさんで試験Ⅱ・Ⅲが実施される。
| 試験 | 時間  | 配点  | 詳細 |
| ---- | ----- | ----- | --- |
| Ⅰ    | 90分  | 100点 | 出題範囲の区分ごとに出題され、基礎的分析的知識・能力を問う。大問15問。全問マークシート方式。                                                                                           |
| Ⅱ    | 30分  | 40点  | 聴解を含み音声に関する知識・能力を問う。大問6問。全問マークシート方式。 音声を聞いて解答していく。試験Ⅰ・Ⅲと比べ時間は短いが配点率は高い。                                             |
| Ⅲ    | 120分 | 100点 | 日本語教師としての総合的な実践力を問う。大問16問。マークシート方式と一部記述式。 覚えた知識を活用し、考えて解答する問題が出題される。最後の1問が記述式問題で、配点が高いと考えられる。 |

### 出題範囲
以下のように発表されている。ただし、全範囲にわたって出題されるわけではない。
| 区分               | 項目 |
| ------------------ | --- |
| 1 社会・文化・地域 | 1、世界と日本 (1)諸外国・地域と日本 (2)日本の社会と文化 |
| 1 社会・文化・地域 | 2、異文化接触 (1)異文化適応・調整 (2)人口の移動（移民・難民政策を含む。） (3)児童生徒の文化間移動 |
| 1 社会・文化・地域 | 3、日本語教育の歴史と現状 (1)日本語教育史 (2)日本語教育と国語教育 (3)言語政策 (4)日本語の教育哲学 (5)日本語及び日本語教育に関する試験 (6)日本語教育事情：世界の各地域、日本の各地域                                                                      |
| 1 社会・文化・地域 | 4、日本語教員の資質・能力 |
| 2 言語と社会       | 1、言語と社会の関係 (1)社会文化能力 (2)言語接触・言語管理 (3)言語政策 (4)各国の教育制度・教育事情 (5)社会言語学・言語社会学 |
| 2 言語と社会       | 2、言語使用と社会 (1)言語変種 (2)待遇・敬意表現 (3)言語・非言語行動 (4)コミュニケーション学 |
| 2 言語と社会       | 3、異文化コミュニケーションと社会 (1)言語・文化相対主義 (2)二言語併用主義（バイリンガリズム（政策）） (3)多文化・多言語主義 (4)アイデンティティ（自己確認、帰属意識）                                                                                    |
| 3 言語と心理       | 1、言語理解の過程 (1)予測・推測能力 (2)談話理解 (3)記憶・視点 (4)心理言語学・認知言語学 |
| 3 言語と心理       | 2、言語習得・発達 (1)習得過程（第一言語・第二言語） (2)中間言語 (3)二言語併用主義（バイリンガリズム） (4)ストラテジー（学習方略） (5)学習者タイプ |
| 3 言語と心理       | 3、異文化理解と心理 (1)社会的技能・技術（スキル） (2)異文化受容・適応 (3)日本語教育・学習の情意的側面 (4)日本語教育と障害者教育 |
| 4 言語と教育       | 1、言語教育法・実技（実習） (1)実践的知識・能力 (2)コースデザイン（教育課程編成）、カリキュラム編成 (3)教授法 (4)評価法 (5)教育実技（実習） (6)自己点検・授業分析能力 (7)誤用分析 (8)教材分析・開発 (9)教室・言語環境の設定 (10)目的・対象別日本語教育法 |
| 4 言語と教育       | 2、異文化間教育・コミュニケーション教育 (1)異文化間教育・多文化教育 (2)国際・比較教育 (3)国際理解教育 (4)コミュニケーション教育 (5)異文化受容訓練 (6)言語間対照 (7)学習者の権利                                                                          |
| 4 言語と教育       | 3、言語教育と情報 (1)データ処理 (2)メディア／情報技術活用能力（リテラシー） (3)学習支援・促進者（ファシリテータ）の養成 (4)教材開発・選択 (5)知的所有権問題 (6)教育工学                                                                                  |
| 5 言語一般         | 1、言語の構造一般 (1)言語の類型 (2)世界の諸言語 (3)一般言語学・日本語学・対照言語学 (4)理論言語学・応用言語学 |
| 5 言語一般         | 2、日本語の構造 (1)日本語の構造 (2)音声・音韻体系 (3)形態・語彙体系 (4)文法体系 (5)意味体系 (6)語用論的規範 (7)文字と表記 (8)日本語史 |
| 5 言語一般         | 3、コミュニケーション能力 (1)受容・理解能力 (2)言語運用能力 (3)社会文化能力 (4)対人関係能力 (5)異文化調整能力 |

## 出願
- 受付期間：6月下旬から8月上旬。
出願書類が同封されている「受験案内」が、願書受付期間中、主要な書店で販売（販売価格400円）される。受験料（17,000円）を所定の振替払込用紙で払い込み、出願書類を特定記録郵便で送付する。
- 身体の障害により特別措置が必要な場合は、出願前に主催者に電話連絡をすることが必要。
- 受験票は9月下旬に発送される。
- 海外からの出願ができないため、海外在住者が出願する場合、日本国内在住の代理人に代行を依頼する必要がある。

## 合否結果
- 合格点は公表されていない。

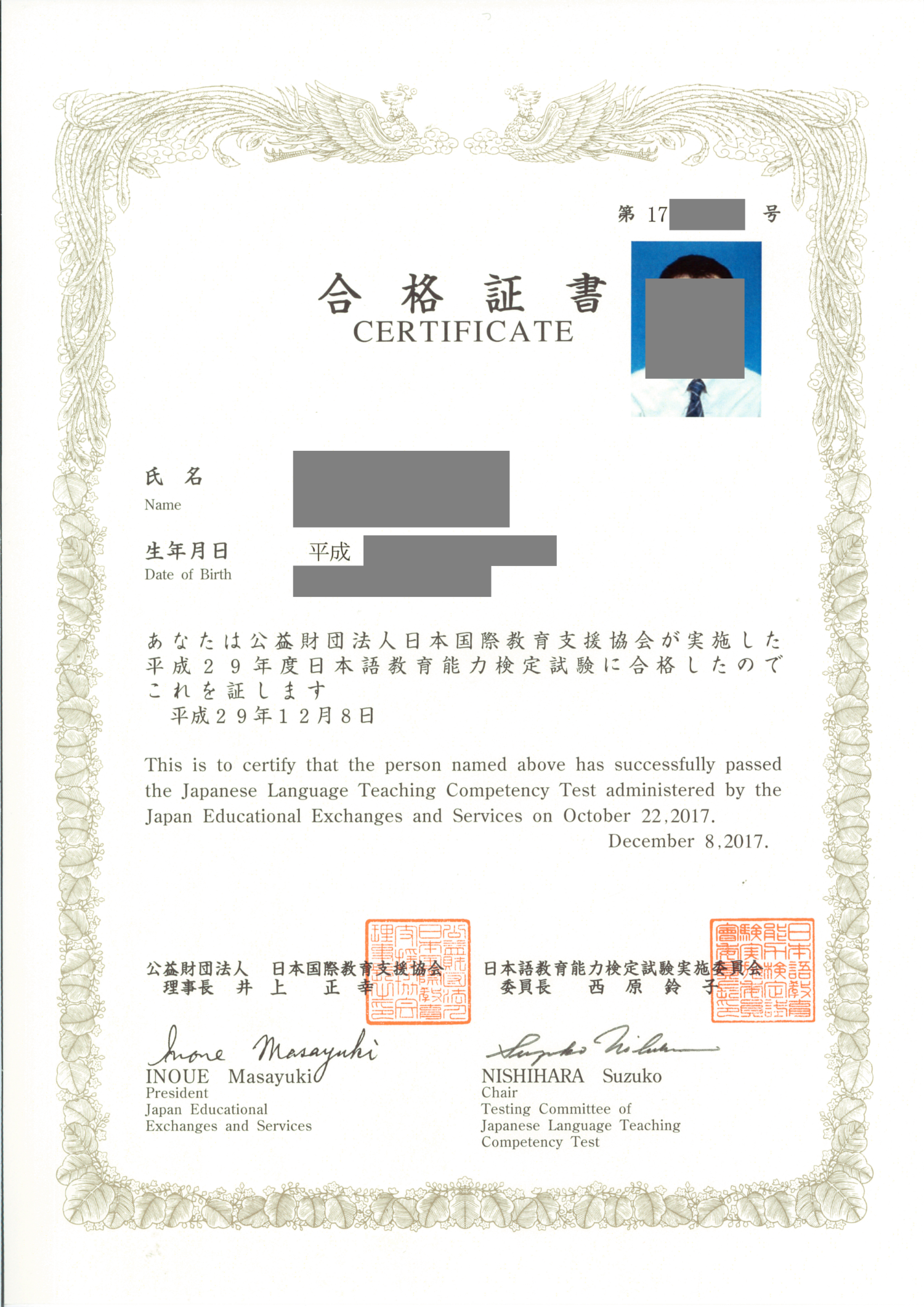
日本語教育能力検定試験の合格証書

- 試験問題の冊子は、試験後に持ち帰りが出来る。
- 試験の結果は、12月中旬に発送される。合格者には合格証書が送付される。